# Polémica de la ciencia española
La polémica de la ciencia española es el nombre que recibe la disputa intelectual que tuvo lugar en España desde el año 1876, al comienzo de la Restauración, al calor del escándalo que supuso la privación de sus cátedras a los profesores —la mayor parte de ellos republicanos o identificados con el recién terminado Sexenio Democrático— que se negaban al juramento obligatorio de no enseñar doctrinas contrarias a la católica, por entenderlo contrario a la libertad de cátedra (1875).
Con precedentes en el escándalo levantado a fines del siglo xviii por el artículo «Espagne», de Masson de Morvilliers, en la Encyclopédie méthodique, intervinieron entre otros: por el lado modernizador, intelectuales próximos al krausismo y a la recientemente creada Institución Libre de Enseñanza, como Gumersindo de Azcárate, quien afirmaba que «la Inquisición, al haber ahogado por completo la libertad, era la causa de que durante tres siglos España hubiera dado la espalda al despliegue prodigioso de la filosofía y las ciencias modernas»; y, por el lado casticista o reaccionario, Gumersindo Laverde y Marcelino Menéndez y Pelayo (La ciencia española, versión definitiva de 1887), que exhibían una amplia nómina de autores para demostrar que el mantenimiento de la pureza de la fe católica no había impedido el desarrollo de una ciencia autóctona.
Esta polémica ha sido estudiada por José Ortega y Gasset —que glosa la obra de Menéndez Pelayo de la siguiente manera: «Antes de su libro entrevíase ya que en España no había habido ciencia; luego de publicado se vio paladinamente que jamás la había habido»— y Pedro Laín Entralgo, que la consideró uno de los hitos fundamentales del debate más general sobre el ser de España en su obra España como problema.